# Manoir d'Aizecq
Le manoir d'Aizecq est situé à Aizecq, village de la commune de Nanteuil-en-Vallée en Charente, à l'est du bourg.

## Historique
Le premier seigneur connu est Jean Prévost de Salles qui rend hommage en 1171 à l'abbé de Nanteuil car la terre d'Aizecq dépendait de l'abbaye Notre-Dame de Nanteuil. À la fin du XVIe siècle, cette terre passe à François Préveraud, dont le petit-fils gentilhomme de la maison du roi est anobli par Louis XIII. Le colombier à pied, en est le symbole et marque le droit de haute justice.
Charles de Saluces l'achète en 1669. Après la Révolution, elle est restituée à Charles de Saluces bien qu'il ait émigré.

## Architecture
Le manoir d'Aizecq est constitué d'un logis et d'une aile de communs. Ce logis noble à deux niveaux et un étage de comble présente en son milieu une tour d'entrée carrée flanquée d'une tourelle en suspens. Les bâtiments ont été remaniés au XIXe siècle avec deux arcades rajoutées sur un côté de cette façade.  Heureusement une lucarne à tympan en demi-cercle, des fenêtres à meneaux et une porte d'entrée ornée d'un gâble en accolade qui sont caractéristiques du XVIe siècle ont été conservées. 
L'autre façade a gardé une échauguette à toit conique à son extrémité sud.
Le pigeonnier dont l'intérieur a conservé ses boulins est inscrit monument historique depuis le 30 décembre 2002.

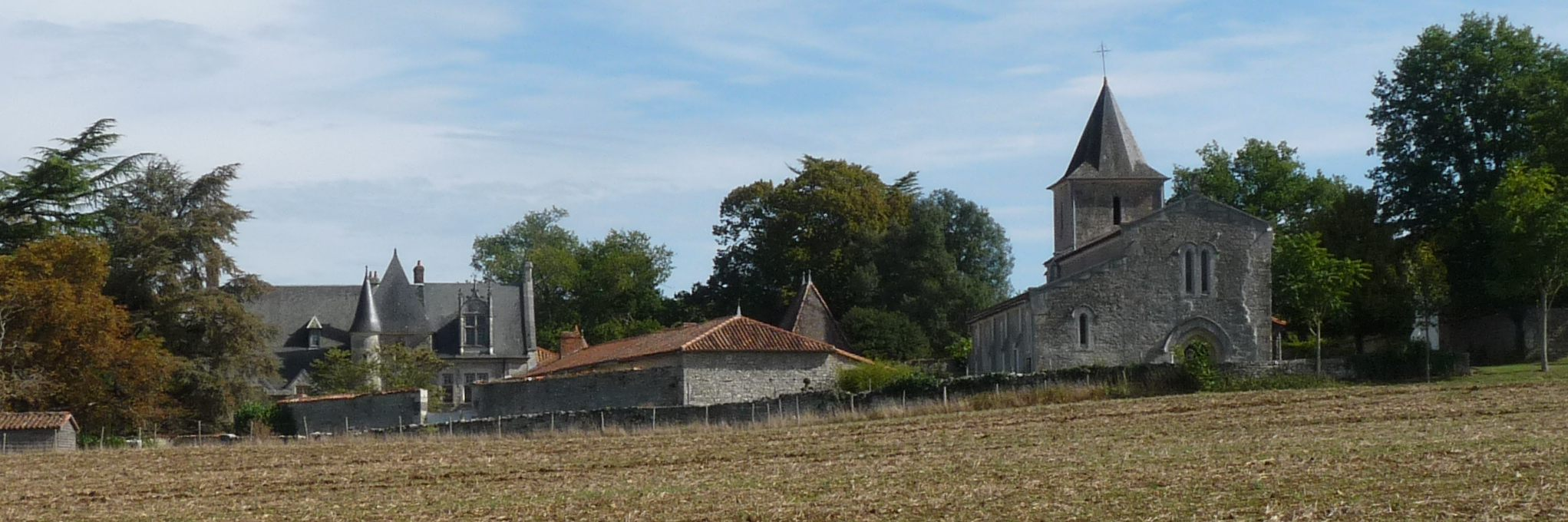
Vue du logis et de l'église

## Sources
- Association Promotion Patrimoine, Philippe Floris (dir.) et Pascal Talon (dir.), Châteaux, manoirs et logis : La Charente, Éditions Patrimoines & Médias, 1993, 499 p. (ISBN 978-2-910137-05-2 et 2-910137-05-8, présentation en ligne)